# Mother (låt av Axel Hirsoux)
Mother är en låt som representerade Belgien i Eurovision Song Contest 2014. Bidraget framfördes av Axel Hirsoux. Bidraget tävlade i första semifinalen men lyckades inte ta sig vidare till finalen .